# Lucélia Borges
Lucélia Borges Pardim, também conhecida como Lucélia Borges (Bom Jesus da Lapa (Bahia), 19 de julho de 1981), é uma artista plástica, pesquisadora das tradições populares e contadora de histórias brasileira, que se dedica principalmente à arte da xilogravura. 

## Biografia
Borges possui graduação em Letras com habilitação em Línguas Portuguesa e Inglesa pela Universidade do Estado da Bahia - UNEB - (2002-2006) e é mestre em Estudos Culturais pela Universidade de São Paulo (USP). Atualmente reside em São Paulo, onde atua como produtora cultural, xilogravadora e contadora de histórias. 
Em um cenário predominantemente masculino, como o da xilogravura popular e do cordel, enfrentou o machismo e a misoginia, em vários momentos. Ilustrou vários folhetos de cordel de autores como Pedro Monteiro, José Walter Pires, Nilza Dias, Daniella Bento, João Gomes de Sá, Josenir Lacerda, Maria Celma, Paulo Dantas e Isabelly Moreira, e os livros infantojuvenis Moby Dick em cordel, de Stélio Torquato (Nova Alexandria) e Ithale: fábulas de Moçambique, de Artinésio Widnesse (Editora de Cultura). Ilustrou, ainda, A jornada heroica de Maria, de Marco Haurélio (Melhoramentos), obra selecionada para o Catálogo da Feira do Livro de Bolonha (Itália) e premiada com os selos Altamente Recomendável, da Fundação Nacional do Livro Infantil e Juvenil e com o selo Seleção Cátedra-Unesco da PUC-Rio.   Colaborou com o pesquisador e cordelista Marco Haurélio na recolha e transcrição dos contos populares nos livros Vozes da Tradição (IMEPH) e Contos e fábulas do Brasil (Nova Alexandria). Assina ainda as xilogravuras do livro Contos encantados do Brasil (Aletria), de Marco Haurélio, premiado com o selo Seleção Cátedra-Unesco da PUC-Rio (produção de 2022).  O mesmo livro recebeu, da Fundação Nacional do Livro Infantil e Juvenil (FNLIJ), o selo Altamente Recomendável na categoria Reconto. 
Participou de importantes exposições pelo Brasil, entre elas as mostras Mulheres na xilogravura, do Museu do Folclore, no Rio de Janeiro,  e Vidas em Cordel, do Museu da Pessoa, atuando como curadora visual desta última. 

## Obra
- Moby Dick em cordel, de Stélio Torquato (Nova Alexandria, 2019).
- Ithale: fábulas de Moçambique, de Artinésio Widnesse (Editora de Cultura, 2019).
- A jornada heroica de Maria, de Marco Haurélio (Melhoramentos, 2019).
- Contos Encantados do Brasil, de Marco Haurélio (Aletria, 2022).
- O Sonho de Lampião, de Penélope Martins e Marco Haurélio (Principis/Ciranda Cultural, 2022).
- O Dragão da Maldade e a Donzela Guerreira, de Marco Haurélio (Palavras, 2023).
- Muntara, a Guerreira, de Penélope Martins e Tiago de Melo Andrade (Lê Editorial, 2024).
- Cordéis antológicos de Bule-Bule. (Nova Alexandria, 2024).
- Histórias por um mundo melhor, de Costa Senna (Global Editora, 2025).